# 小塚新一郎
小塚 新一郎（こづか しんいちろう、1903年3月12日 - 1977年9月5日）は、日本の哲学者である。

## 人物
富山県出身。東京帝国大学卒業、ベルリン大学へ留学し、1931年（昭和6年）哲学博士の学位を取得する。東京藝術大学学長を1961年（昭和36年）から1969年（昭和44年）まで務めた。学長退任後、国立教育会館館長、愛知県立芸術大学第二代学長を務め、在任中に逝去。

## 著書
- 『カント認識論の研究』創元社 1948

### 翻訳
- エドワード・シュプランガー『文化教育学研究』刀江書院 1935
- エドゥアルト・シュプランガー『文化哲学の諸問題』岩波書店 1937
- エドゥアルト・シュプランガー『現代文化と国民教育』岩波書店 1938
- ラインホルト・シュルツェ『祖国の為めに戦ふドイツ青年 独逸青少年の平時国防訓練と戦時銃後活動』日本青年館 1940

参考図書 現代日本執筆者大辞典